# تحالف الخارقين (فلم)
تحالف الخارقين (بالإنجليزية: The League of Extraordinary Gentlemen) هو فيلم بطل خارق أمريكي من إخراج ستيفن نورينون سنة 2003، وبطولة كل من شون كونري ونصر الدين شاه وبيتا ويلسون وتوني كوران وآخرين.
يستند الفيلم إلى المجلد الأول من سلسلة الكتاب الهزلي الذي يحمل الاسم نفسه، من تأليف آلان مور وكيفين أونيل.

## القصة
يقود ألان كواترمين، أكبر مغامر بالعالم فريقا من الأبطال فوق العادة لم ير العالم مثيلاً لهم. يتكون الفريق الاستثنائي لكواتيرمين من القبطان نيمو، ومينا هاركر مصاصة الدماء دراكولا، ورجل خفي هو رودني سكينر، وعميل أمريكي سري هو سويا، ودوريان غراي، د. جيكل ومستر هايد، بالإضافة إلى (إم) مجند الفريق الغامض. وهم أفراد متحمسون ومنبوذون في عالم الواقع، ذوو ماضٍ متباين ومواهب فردية كانت نعمة ونقمة. والآن يجب أن يتعلموا الثقة ببعضهم البعض ويعملوا كفريق من أجل الحضارة. بقليل من الإعداد وبلا وقت يضيعونه سوف يتم نقلهم بواسطة الغواصة غير العادية لكابتن نيمو (النوتيلوس) إلى خط الدفاع الأول في البندقية بإيطاليا، وهناك يخطط رجل مجنون مقنع يسمى فانتوم لتخريب مؤتمر لقادة العالم بوضع سلسلة متعاقبة من الانفجارات مغرقاً المدينة بأكملها، فالتهديد كارثي وفريق هؤلاء الرجال غير العادي كان لديه ست وتسعون ساعة لإنقاذ العالم.

## روابط خارجية
- مقالات تستعمل روابط فنية بلا صلة مع ويكي بيانات